# Bol de Benty Grange
Vous lisez un « bon article » labellisé en 2025.
Le bol de Benty Grange, ou bol suspendu de Benty Grange, est un artéfact anglo-saxon du VIIe siècle, réduit à deux écussons en bronze ornés, vestiges d'un bol complet découvert en 1848 dans le tumulus de Benty Grange, dans le Derbyshire. La sépulture, pillée mais riche, contenait également le casque de Benty Grange.
Les écussons conservés du bol de Benty Grange, en bronze émaillé, mesurent 40 mm de diamètre. Ils présentent un motif de trois créatures stylisées, évoquant des dauphins et disposées en cercle. Leur corps et le fond sont émaillés, probablement en jaune, avec des contours et des bordures étamés ou argentés. Ce motif se distingue par sa similitude avec l'enluminure insulaire, bien que des créatures similaires figurent sur les écussons de Faversham. Un troisième écusson, disparu, présentait un décor de volutes et une taille différente, suggérant qu'il était placé au fond du bol.
Les écussons du bol de Benty Grange ne sont pas réunis : l'un est conservé aux Musées de Sheffield et exposé au Weston Park Museum en 2023, l'autre est au Ashmolean Museum de l'université d'Oxford, mais n'était pas exposé cette même année.

## Découverte

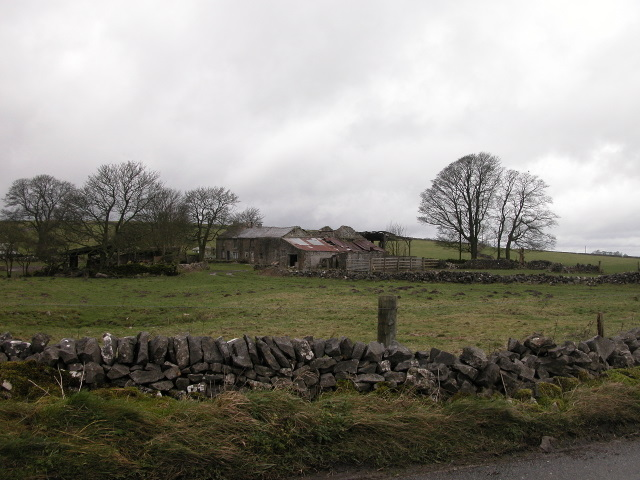
La ferme de Benty Grange.

Le bol de Benty Grange est découvert par l'antiquaire Thomas Bateman le 3 mai 1848, lors des excavations qu'il mène sur un tumulus situé près de la ferme de Benty Grange, dans la paroisse de Monyash et le comté du Derbyshire, un site aujourd'hui intégré au parc national du Peak District. Le tumulus, toujours visible au début du XXIe siècle, est une éminence isolée à proximité d'une ancienne voie romaine suivant approximativement le tracé de l'actuelle route A515. Cet emplacement pourrait avoir été choisi afin de rendre la sépulture aussi visible que possible aux voyageurs empruntant la voie romaine, ainsi que pour établir une connexion visuelle avec deux autres sites archéologiques proches : le cercle de pierres d'Arbor Low et le tumulus de Gib Hill,.
Au VIIe siècle, le Peak District constitue une zone frontalière entre les royaumes anglo-saxons de Mercie et de Northumbrie. D'après le Tribal Hidage, cette région est occupée par le peuple des Pecsætan,. La Mercie en prend le contrôle au VIIIe siècle. La richesse de la sépulture de Benty Grange et d'autres tombes voisines suggère l'existence d'une dynastie royale des Pecsætan, mais aucune source écrite n'en parle.
Bateman souligne dans son compte-rendu de fouilles la nature hautement corrosive du sol de Benty Grange, cause de la destruction de plusieurs des objets présents dans le tumulus. Plusieurs de ces objets ne sont ainsi connus qu'à travers les aquarelles de Llewellyn Jewitt, ami de Bateman lui aussi passionné d'archéologie. Bateman conserve les objets découverts à Benty Grange dans sa vaste collection d'antiquités jusqu'à sa mort, en 1861. Son fils Thomas W. Bateman, ruiné, est contraint de la vendre aux enchères via Sotheby's en 1893. Une partie des objets, dont l'un des écussons du bol de Benty Grange, sont rachetés par le conseil municipal (en) de la ville de Sheffield, qui bénéficiait déjà de leur prêt depuis 1876 et qui les exposait au Weston Park Museum. Le reste de la collection de Bateman est dispersé entre différents acheteurs. Le deuxième écusson du bol est offert au Ashmolean Museum de l'université d'Oxford en 1893 par l'archéologue John Evans.
En 1898, John Romilly Allen publie un article décrivant pour la première fois les bols suspendus comme une catégorie spécifique d'artéfacts archéologiques. Il en énumère 16 exemplaires, parmi lesquels figure celui de Benty Grange,. Cet objet fait par la suite l'objet de fréquentes mentions dans la littérature spécialisée, notamment chez T. D. Kendrick en 1932 et 1938,, Françoise Henry en 1936, Audrey Ozanne en 1962-1963, George Speake (en) en 1980 et Jane Brenan en 1991. En 1974, Rupert Bruce-Mitford consacre un chapitre de son livre Aspects of Anglo-Saxon Archaeology: Sutton Hoo and Other Discoveries au site de Benty Grange et présente en 1987 ce qu'il considère comme la reconstruction définitive des écussons. Son ouvrage posthume de 2005, A Corpus of Late Celtic Hanging-Bowls, offre une description détaillée du bol suspendu avec une reconstitution colorisée des écussons.

## Datation
Le bol de Benty Grange date vraisemblablement de la seconde moitié du VIIe siècle, à en juger par les motifs des écussons et par les objets retrouvés dans le même tumulus. La présence d'un casque et d'une coupe décorés avec des croix en argent suggère que la sépulture est postérieure à l'introduction officielle du christianisme en Mercie, en 655,,. La ressemblance entre les écussons et les enluminures des manuscrits de Durham et de Durrow plaide également en faveur de la seconde moitié du VIIe siècle,. Le disque basal du bol de Winchester date de cette même période,.

## Description
Les bols suspendus, récipients en bronze munis de crochets, sont des objets caractéristiques de l'archéologie du haut Moyen Âge chez les Celtes, les Anglo-Saxons et les Vikings. Les crochets sont fixés sur des écussons décorés qui sont rivetés ou brasés (voire les deux) au bord du bol. Des disques décorés ornent aussi parfois le fond de ces bols.
Il ne subsiste que des fragments de deux écussons du bol suspendu de Benty Grange. Ce sont des disques en bronze émaillé d'un diamètre de 40 mm qui présentent le même motif et la même bordure simple. Les fragments sont suffisants pour reconstituer le motif original, et les endroits qui se chevauchent permettent d'affirmer qu'ils proviennent bien de deux écussons et non d'un seul,. Leur position exacte sur le bol n'est pas certaine : soit ils en décoraient le fond, soit ils étaient fixés sur le bord et servaient de base aux crochets utilisés pour le suspendre. La deuxième hypothèse est la plus plausible : une aquarelle réalisée par Llewellyn Jewitt peu après leur découverte suggère la présence d'un crochet, et un anneau de fer de 2 mm de large et 16 mm de diamètre collé au dos d'un des fragments pourrait avoir appartenu à une chaîne de suspension. L'émail de fond, dégradé, apparaît uniformément jaune à l'œil nu, comme c'était déjà le cas au moment de la découverte,,. Dans la mesure où les autres écussons de bols suspendus connus présentent un émail rouge plutôt que jaune, plusieurs chercheurs ont avancé la possibilité que ceux du bol de Benty Grange aient pu à l'origine avoir un fond rouge avec des dessins jaunes,,, mais il n'en existe aucune preuve concrète.

Reconstitution du motif des écussons.

Le motif reconstitué représente trois animaux stylisés évoquant des dauphins ou des poissons. Ils sont disposés en cercle et chacun d'eux mord la queue de celui qui le précède. Chaque queue forme une boucle avant de passer sous la mâchoire supérieure et sur la mâchoire inférieure de l'animal suivant. Ces mâchoires sont longues et légèrement incurvées. Elles sont entrouvertes, mais le morceau de queue qui devrait se trouver à l'intérieur n'est pas représenté. Chaque créature possède un petit œil en forme d'ovale pointu. Les bordures extérieures des écussons, les cadres simples, ainsi que les contours et les yeux des créatures, sont tous réalisés en étain ou en argent.
Un troisième écusson découvert lors des fouilles de Benty Grange s'est désintégré peu après, mais les dessins réalisés par Jewitt et Thomas Bateman indiquent qu'il est environ deux fois plus petit que les deux autres et qu'il présente un motif différent, à base de volutes,. Sa taille réduite suggère qu'il ornait probablement le fond du bol suspendu.
Bien qu'il n'en subsiste rien d'autre, il est probable que les écussons aient fait partie intégrante d'un bol complet au moment de leur enfouissement. Il est peu probable que la chaîne enroulée et rouillée, découverte à environ 2 mètres des écussons, ait servi à suspendre le bol, car les descriptions de Bateman et les aquarelles de Jewitt indiquent qu'elle ne ressemble pas à celle retrouvée avec un chaudron à Sutton Hoo. Son poids suggère aussi qu'elle n'aurait pas été adaptée à cet usage.

## Parallèles

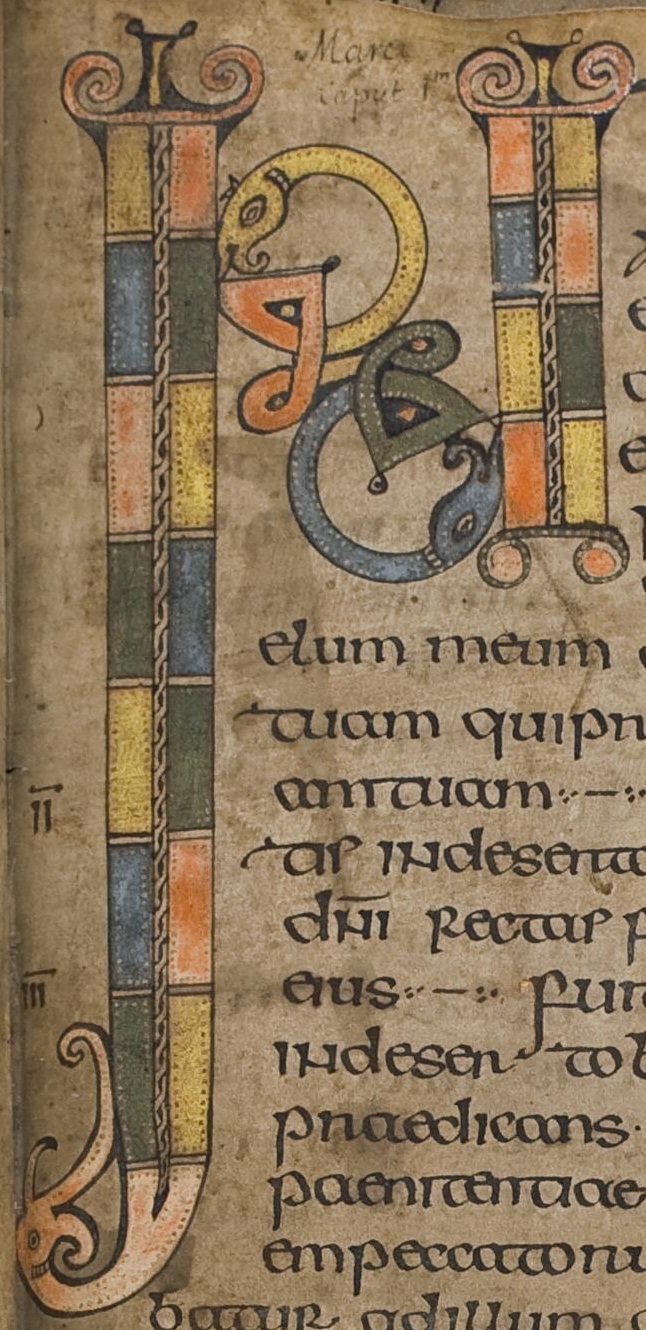
Le monogramme INI du fragment d'évangiles de Durham.

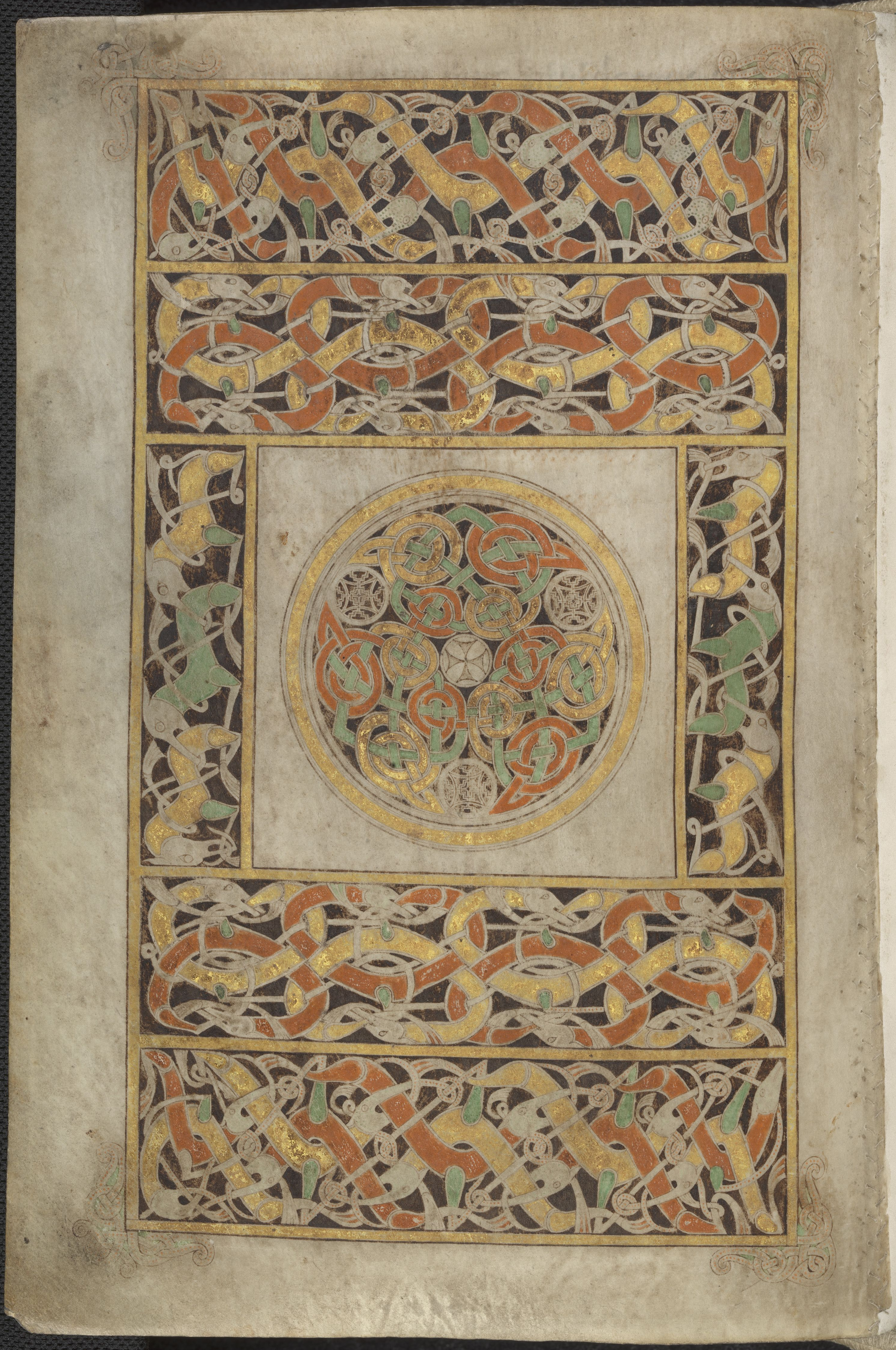
Des figures animales évoquant le dauphin dans le Livre de Durrow.

Les motifs zoomorphes des écussons sont similaires à ceux figurant sur les écussons d'autres bols suspendus, mais ils sont encore plus similaires aux enluminures de certains manuscrits insulaires,. Trois écussons provenant d'un bol suspendu exhumé à Faversham, dans le Kent, présentent également des animaux ressemblant à des dauphins,,, avec plus de détails dans le dessin de leurs corps. Un disque datant de la fin du VIIe siècle découvert à proximité du bol suspendu de Lullingstone (en), également dans le Kent, est orné d'animaux ressemblant encore plus à ceux des écussons de Benty Grange,. Deux autres disques datant du VIe ou du VIIe siècle, mis au jour à Chilton (Buckinghamshire) et Coltishall (Norfolk), présentent des sortes de serpents entremêlés en train de dévorer leurs propres queues,. Le troisième écusson de Benty Grange, dont ne subsistent que des illustrations, présente des similitudes frappantes avec le disque basal du bol suspendu de Winchester,.

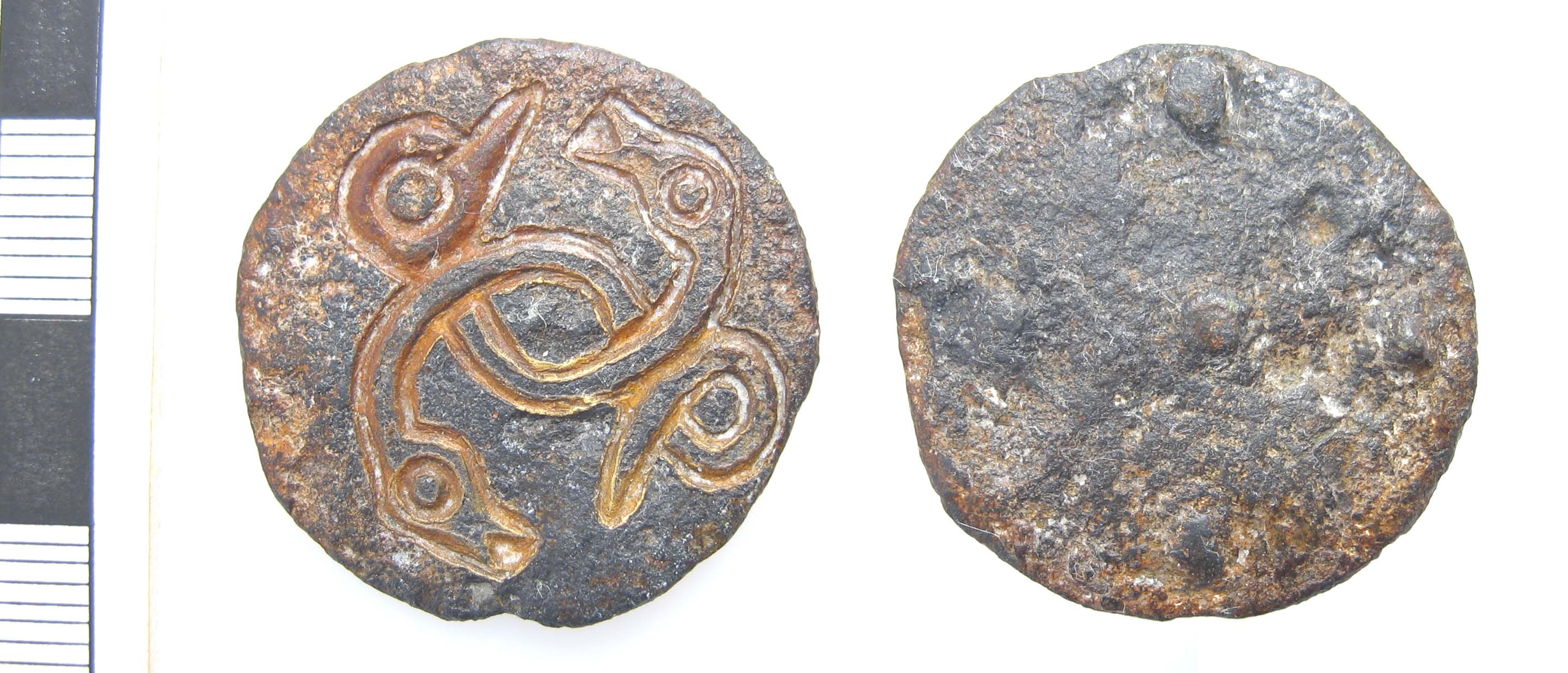
Le disque de Chilton.
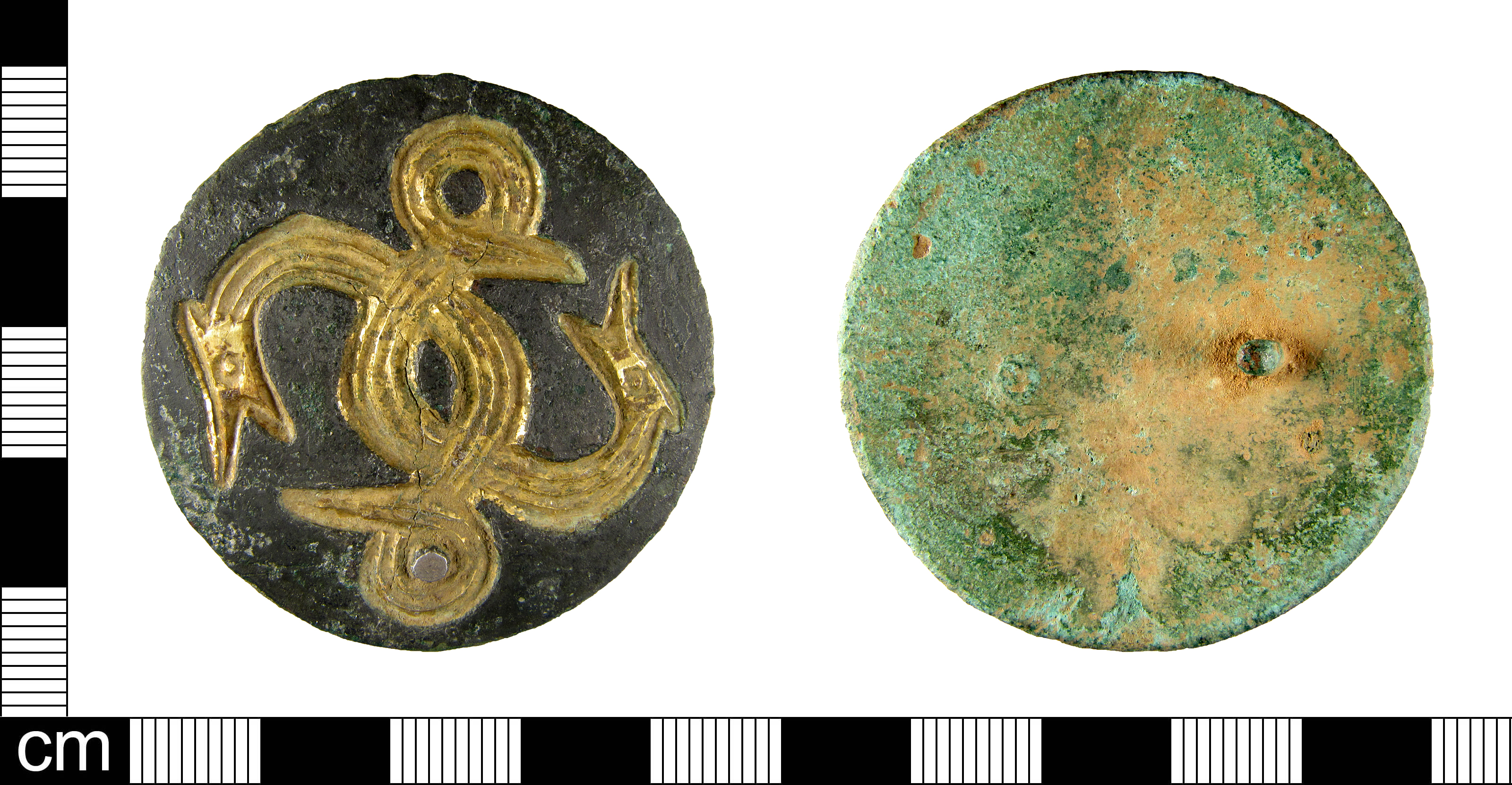
Le disque de Coltishall.

Les écussons de Benty Grange ressemblent davantage encore à certaines enluminures de manuscrits insulaires. Dès 1861, Thomas Bateman souligne leur ressemblance avec les initiales de manuscrits du VIIe siècle,. Il est plausible que les enlumineurs se soient inspirés de motifs apparus dans un premier temps sur des objets en métal,. Deux poissons stylisés similaires à ceux de Benty Grange apparaissent dans le monogramme « INI » qui ouvre l'Évangile selon Marc dans le fragment d'évangiles de Durham, produit vers le milieu du VIIe siècle,, tandis que le Livre de Durrow (vers 700) comprend lui aussi une illustration d'animaux marins jaunes entrelacés,.